# Jalkapallon suomenmestaruuskilpailut 1915
La Jalkapallon suomenmestaruuskilpailut 1915 fu la settima edizione del campionato finlandese di calcio. Fu giocato in un formato di coppa e vide la vittoria del KIF.

## Semifinale
|         | Risultati |           | Luogo e data |
| ------- | --------- | --------- | ------------ |
| KIF     | 5-3       | HIFK      |              |
| Åbo IFK | 7-5       | Turun AIK |              |
|         |           |           |              |

## Finale
|     | Risultati |         | Luogo e data |
| --- | --------- | ------- | ------------ |
| KIF | 1-0       | Åbo IFK |              |
|     |           |         |              |